# Air Busan
Air Busan Co., Ltd. (en hangul, 에어부산; romanización revisada, E-eo Busan) es una aerolínea regional con sede en Beomcheon-dong, Busanjin-gu, Busan, Corea del Sur. Es una filial de Asiana Airlines. La aerolínea fue inaugurada en 2007 como Busan International Airlines Company; e inició sus vuelos en octubre de 2008.
Desde su fundación, con la ruta Seúl - Busan, Air Busan ocupaba el 49,7 por ciento de sus asientos, mientras que su competidor en la misma ruta, Korean Air, tenía una ocupación del 61,2 por ciento. Sin embargo, cinco meses más tarde, en marzo de 2009, la tasa de ocupación de Air Busan superó a la de su competidor, con un 54,7 por ciento por el 54,1 por ciento de Korean Air. En la ruta Busan-Jeju, Air Busan también ostenta el liderazgo, ocupando el 77,7 por ciento de sus asientos. La aerolínea mantiene ambos vuelos en código compartido con su matriz, Asiana.

## Flota

### Flota Actual
La flota de la aerolínea posee a febrero de 2024 una edad media de 10,7 años.

## Destinos

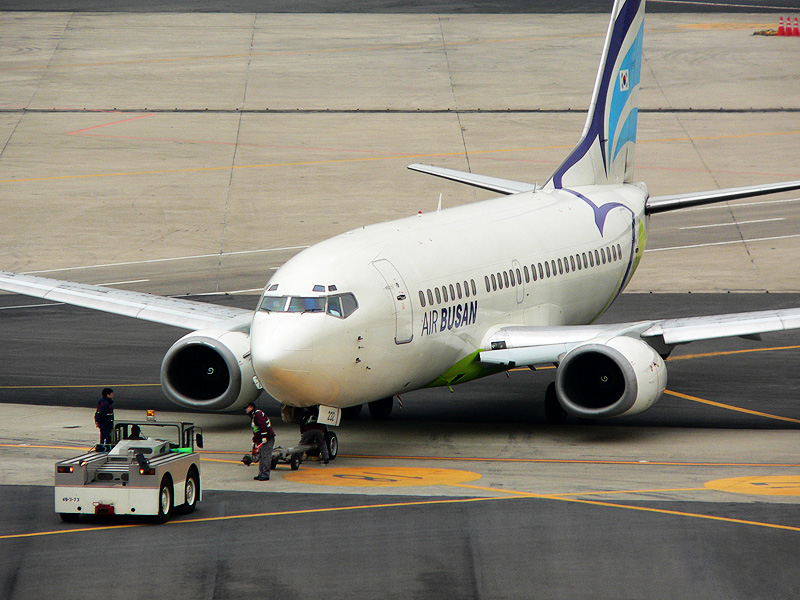
Boeing 737-500 de Air Busan.

Air Busan comenzó a operar el 23 de octubre de 2008, utilizando el Aeropuerto Internacional de Gimhae como base de operaciones. Sus rutas operadas son:
Domésticas
- Busan - Seúl vuelos cada hora (30 vuelos/día)
- Busan - Jeju (20 vuelos/día)

Internacionales
- Busan - Fukuoka
- Busan - Osaka

## Acuerdos de código compartido
La aerolínea tiene código compartido con (en mayo de 2009):
- Asiana Airlines

## Inversores
- Asiana Airlines
- Gobierno de la Ciudad de Busan
- Nexen Tire
- Dongil Constructions
- Meritz Fire Marine Insurance
- Lotte Hotel Busan
- Pusan Bank
- Busan Ilbo
- Bisco
- Samhan Constructions
- Seowon Retail Company
- Seun Steel
- NK Corporation
- IS Dongseo
- Winsteel
- Taewoong